# Haroldius sumatranus
Haroldius sumatranus là một loài bọ cánh cứng trong họ Bọ hung (Scarabaeidae).